# Енергія кулі
Енергія кулі (дульна) — початкова кінетична енергія кулі в момент вильоту зі ствола.
Розраховується за формулою:
{\displaystyle E={\frac {mv^{2}}{2}},}
де m — маса кулі, а v — початкова швидкість кулі.
З відстанню швидкість, а отже і кінетична енергія кулі зменшується під впливом опору повітря.
В системі SI маса вимірюється в кілограмах, а швидкість — в метрах в секунду, в результаті отримаємо енергію в джоулях.
В інших системах одиниць слід переводити міри відповідно — наприклад,
E — енергія (в фут-фунтах)
v — швидкість (футів в секунду)
m — маса (в фунтах)

## Звичайні величини енергії для різних видів зброї
| Зброя                   | Калібр            | Кінетична енергія  | Кінетична енергія |
| Зброя                   | Калібр            | ft·lbf (фут-фунти) | Дж (Джоулі)       |
| ----------------------- | ----------------- | ------------------ | ----------------- |
| Пневматична зброя       | .177              | 15                 | 20                |
| Дрібнокаліберний патрон | .22LR             | 120                | 160               |
| Пістолетний набій       | 9×19 мм Парабелум | 390                | 520               |
| Проміжний набій         | 5,56×45 мм        | 1350               | 1800              |
| Проміжний набій         | 7,62×39 мм        | 1550               | 2100              |
| Куля Бреннеке           | 12                | 2000               | 2700              |

## Характеристики набою 7,62×54 мм R
Вогонь по повітряним цілям ведеться на відстані до 500 м. Дулова енергія кулі набою 7,62×54 мм R — 329 кГм (1 кГм = 9,80665 Дж. Довжина ствола: 605 мм.). Куля зберігає свою убивчу дію на всій дальності польоту (до 3800 м). Показники сумарного розсіювання куль зі сталевим сердечником при стрільбі чергами з приведених до нормального бою СГ-43 і СГМ:
| Дальність стрільби, м | Серединні відхилення по висоті, см | Серединні відхилення по ширині, см | Енергія кулі, кГм |
| 100                   | 6                                  | 5                                  | 296               |
| 200                   | 12                                 | 10                                 | 243               |
| 300                   | 18                                 | 15                                 | 198               |
| 400                   | 23                                 | 20                                 | 159               |
| 500                   | 29                                 | 25                                 | 127               |
| 600                   | 35                                 | 29                                 | 101               |
| 700                   | 41                                 | 34                                 | 80                |
| 800                   | 47                                 | 39                                 | 64                |
| 900                   | 54                                 | 44                                 | 53                |
| 1000                  | 62                                 | 49                                 | 46                |
| 1100                  | 70                                 | 54                                 | 41                |
| 1200                  | 80                                 | 59                                 | 37                |
| 1300                  | 90                                 | 64                                 | 34                |
| 1400                  | 102                                | 69                                 | 31                |
| 1500                  | 115                                | 75                                 | 28                |
| 1600                  | 130                                | 82                                 | 25                |
| 1700                  | 149                                | 88                                 | 21                |
| 1800                  | 179                                | 94                                 | 17                |
| 1900                  | 202                                | 102                                | 14                |
| 2000                  | 234                                | 109                                | 10                |

Де серединне відхилення — половина ширини центральної смуги розсіювання, що вміщає 50 % всіх влучень.